# إتوري ماجورانا
إتوري ماجورانا (بالإيطالية: Ettore Majorana)‏ (و. 1906 – م) هو فيزيائي من مملكة إيطاليا . ولد في قطانية .
توفي في إيطاليا

## التعليم
تعلم في جامعة روما سابينزا، وأوكرانيا، ومدرسة ماسيميليانو ماسيمو الثانوية الكلاسيكية ‏